# Corydalis ambigua
Corydalis ambigua Cham. & Schltdl. es una especie de la subfamilia Fumarioideae, familia Papaveraceae.
Es una de las 50 hierbas fundamentales usadas en la medicina tradicional china. Su nombre en chino es: yán hú suǒ (延胡索).

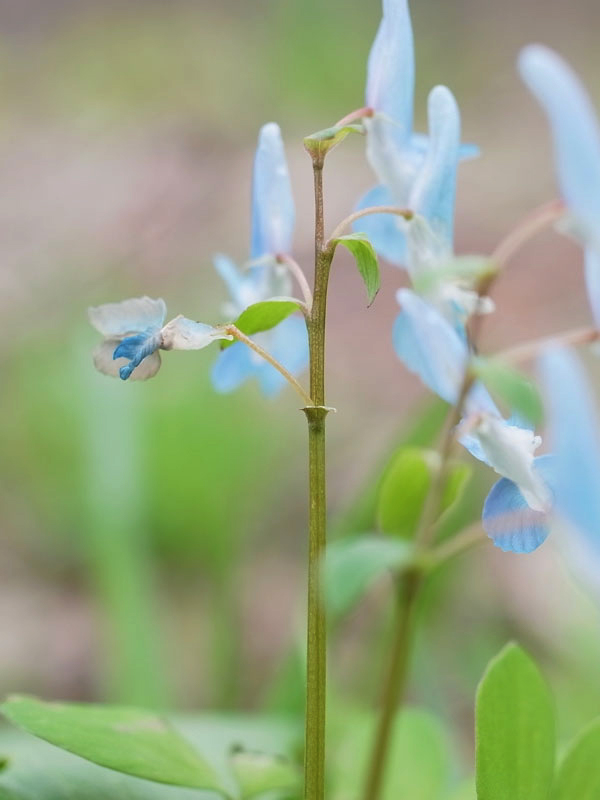
Inflorescencia

## Descripción
Tienen pequeñas hojas ovaladas de tres piezas. Las flores se producen en abril o mayo, en la parte superior del tallo en un racimo con flores de color azul oscuro-violeta.
Florece a comienzos de primavera, en los bosques de frondosas caducifolios donde los rizomas se conservan en el suelo hasta la próxima primavera.

## Distribución y hábitat
Se encuentra en el Mar del Japón en Hokkaidō distribuida por la región de Tohoku, donde crece en los bordes del bosque húmedo de las montañas.

## Usos
Se utiliza como planta ornamental y como hierba medicinal.
Química
Contiene el bio activo Acetilcorinolina.
Uso alterativo: analgésico, antiespasmódico, antiperiódico, astringente, diurético, emenagogo, laxante, sedante y tonificante general
Puede ser muy tóxica

## Taxonomía
Corydalis ambigua  fue descrita por Cham. & Schltdl. y publicado en Linnaea 1: 558. 1826.
Etimología
Ver: Corydalis
ambigua: epíteto latino que significa "ambigua".
Sinonimia
- Capnoides ambigua Kuntze
- Corydalis jezoensis Miq.
- Fumaria ambigua Pall. ex Cham. & Schltdl.
- Pistolochia ambigua Soják[3]